# Orthetrum taeniolatum
Orthetrum taeniolatum är en trollsländeart som först beskrevs av Schneider 1845.  Orthetrum taeniolatum ingår i släktet Orthetrum och familjen segeltrollsländor. IUCN kategoriserar arten globalt som livskraftig. Inga underarter finns listade i Catalogue of Life.